# Праймроуз-Хилл (Гонконг)
Primrose Hill («Праймроуз-Хилл») — высотный жилой комплекс, расположенный в Гонконге, на Новых Территориях, в округе Чхюньвань, рядом со станцией метро Тайвохау. Построен в августе 2010 года, по состоянию на 2023 год башня № 3 являлась 79-м по высоте зданием города и 1760-м в мире. Девелопером комплекса является компания Kerry Properties. 

## История
В 2002 году компания Kerry Properties купила участок земли с промышленными корпусами и складами The Kowloon Motor Bus, а в 2003 году власти Гонконга одобрили его застройку. В 2004 году старые постройки были снесены, в 2007 году началось строительство комплекса.

## Структура
Состоит из шестиэтажного подиума и трёх жилых башен на 548 квартир: 
- 62-этажная башня Primrose Hill Tower 3 (205,4 м)[3]
- 55-этажная башня Primrose Hill Tower 2 (189,6 м)[4]
- 51-этажная башня Primrose Hill Tower 1 (177 м)[5]

В подиуме комплекса Primrose Hill расположены паркинг, магазины, клуб-хаус с фитнес-центром, бассейном, банкетным залом с зоной барбекю.

## Галерея

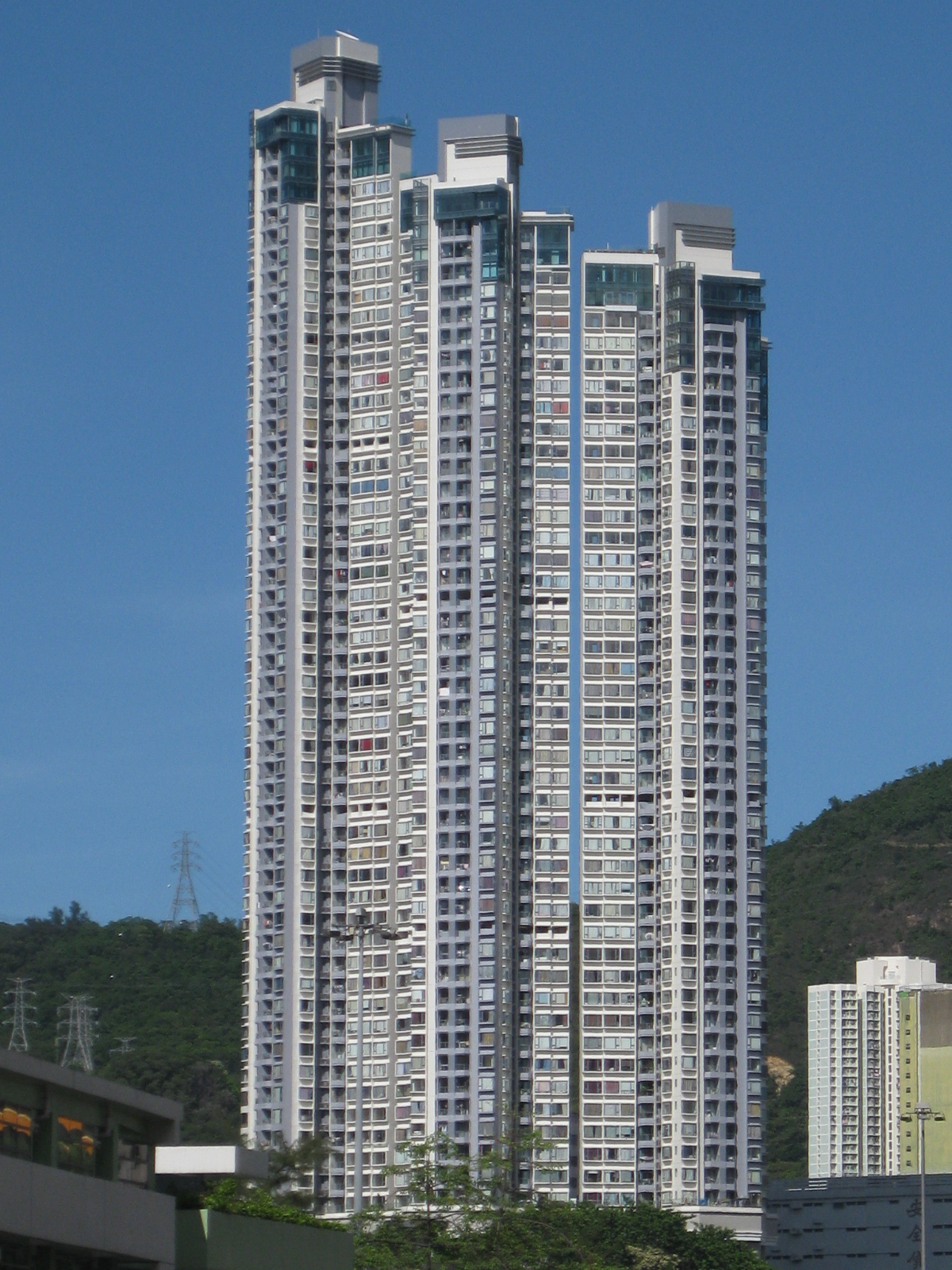
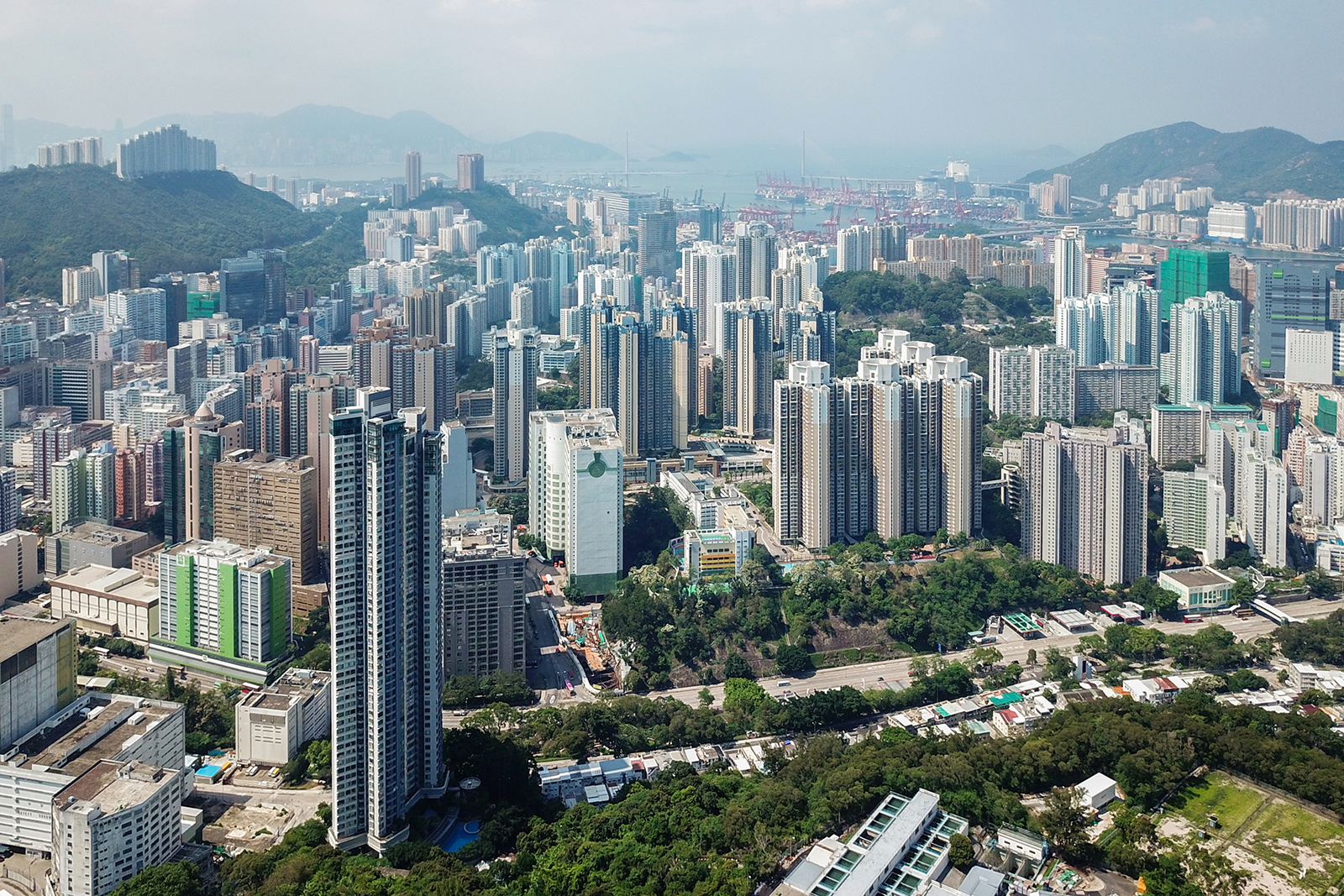
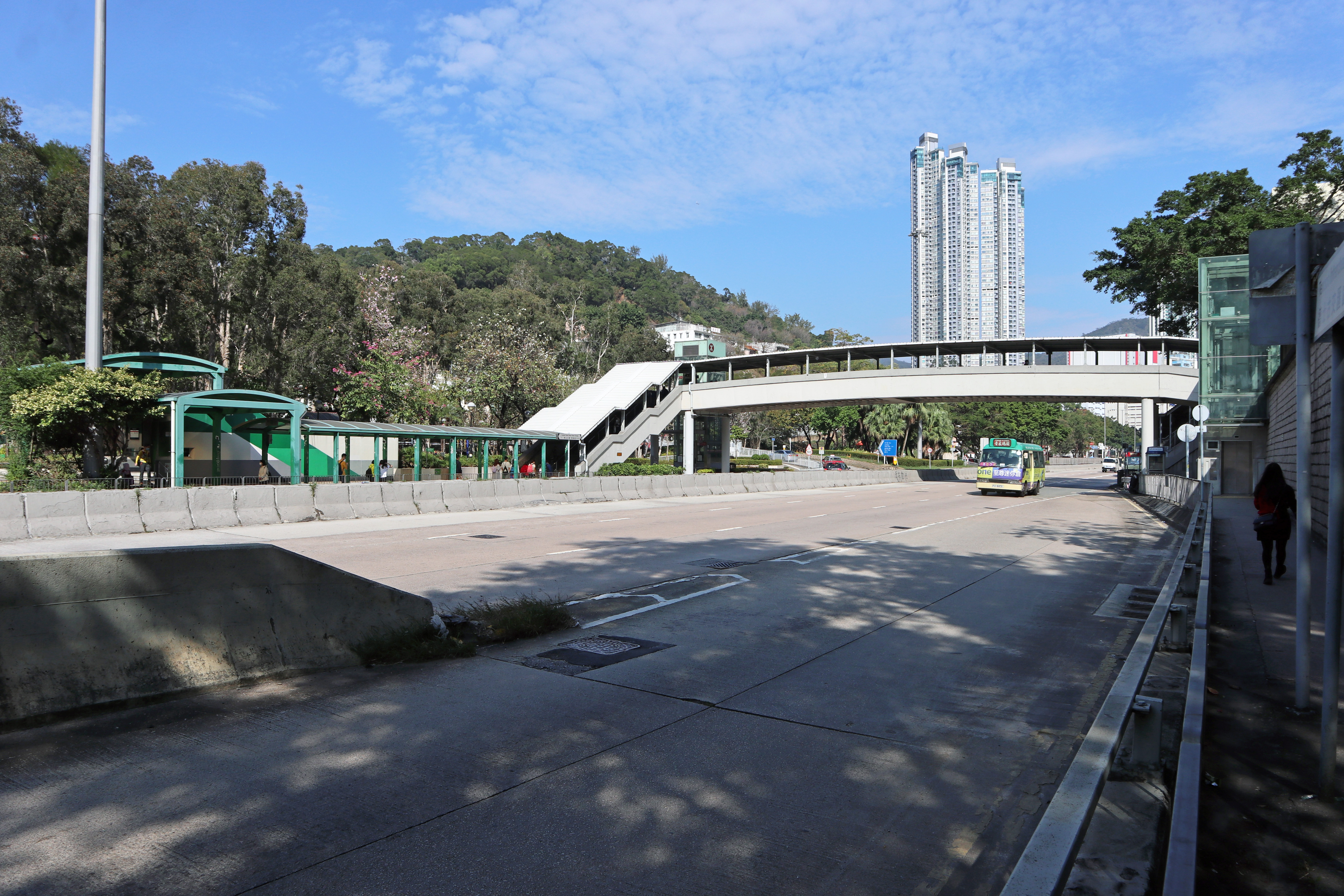
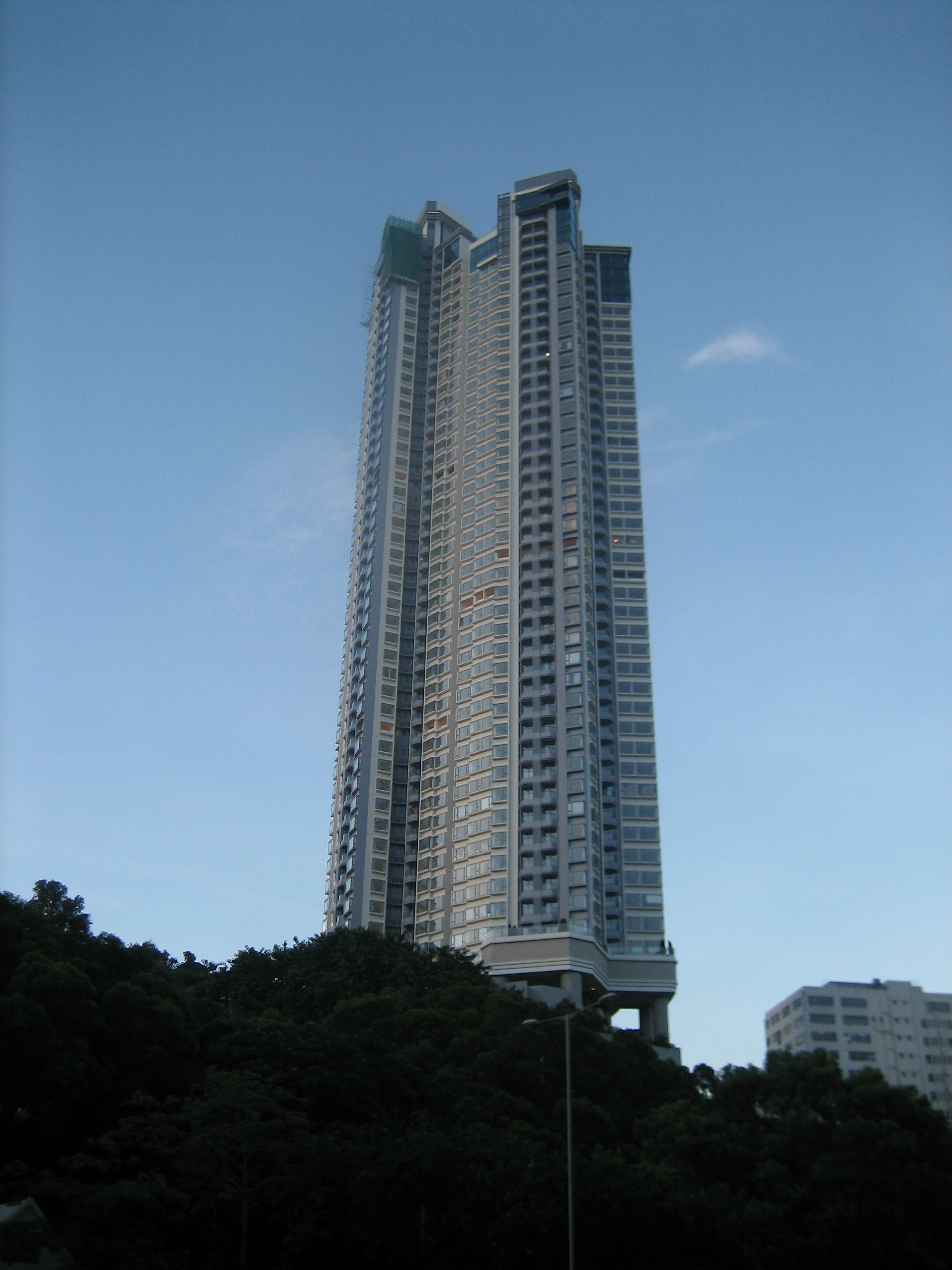